# Aeshna williamsoniana
Aeshna williamsoniana (tên tiếng Anh Williamson's Darner) là một loài chuồn chuồn ngô thuộc họ Aeshnidae. Nó được tìm thấy ở Belize, Costa Rica, Guatemala, México, Panama, và có thể cả Honduras. Môi trường sống tự nhiên của chúng là vùng núi ẩm nhiệt đới hoặc cận nhiệt đới và sông ngòi. Chúng hiện đang bị đe dọa vì mất môi trường sống.